# Canal Las Perdices

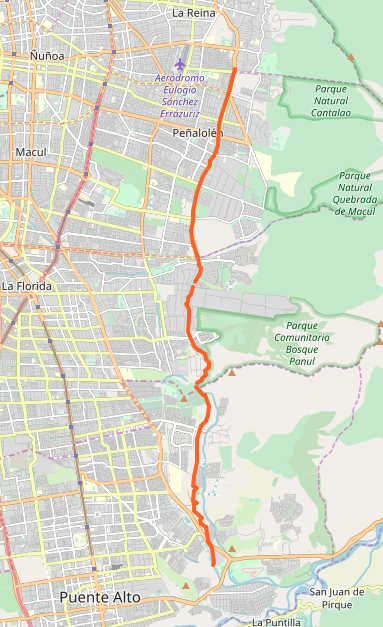
Trayecto del canal: sale del Canal San Carlos y llega hasta la comuna de La Reina

El canal Las Perdices es un canal artificial, ubicado en el sector oriente de la ciudad de Santiago en Chile.

## Historia
Este canal fue construido durante el siglo XIX para abastecer con agua del canal San Carlos a las propiedades agrícolas ubicados en los contrafuertes cordilleranos, principalmente a la viña Cousiño-Macul, es un afluente del Canal San Ramón, recorriendo las comunas de Peñalolén, Las Condes y La Reina.
Este canal permitió el desarrollo de la ganadería, de lecherías y de pequeñas parcelas y chacras que abastecían de hortalizas y verduras a la ciudad de Santiago, hasta mediados del siglo XX.
La vía fluvial sirvió también para la proliferación de pequeños animales que utilizaban las cuevas precordilleranas como refugio. Dentro de estos animales, la perdiz fue una de las especies más numerosas, llegando a ser incluso considerada una plaga y dándole el actual nombre al canal de regadío.
Sin embargo, con el crecimiento de la ciudad, las parcelas dieron paso durante el siglo XX a conjuntos habitacionales, cuyos sistemas de alcantarillado fueron conectados al canal para el desagüe de sus aguas servidas. Esto contaminó el canal, el cual se vio plagado de ratas y guarenes. Por esta razón a partir a fines de los años 80 se comenzó a canalizar bajo tierra, y se construyeron a su costado las Avenidas Padre Hurtado y Las Perdices en La Reina y calle Río Claro en Peñalolén.

## Situación actual
En los últimos años, Aguas Andinas ha iniciado trabajos para el tratamiento de las aguas servidas[cita requerida].